# Принцип директивного управління
Принцип директивного управління (децентралізація командування або командування через цільові завдання) (нім. Auftragstaktik) — тактична концепція та один із принципів німецького оперативного мистецтва, вироблений на основі бойового досвіду європейських воєн XIX століття. Основною особливістю Auftragstaktik є передача командних повноважень від старших ланок управління до молодших, тому що саме вони мають можливість найповніше враховувати у своїх діях обставини оперативної ситуації на місцевості.
Отримавши розвиток у роботах німецьких військових теоретиків, цей принцип став одним із наріжних каменів німецької військової школи та потрапив на сторінки багатьох військових статутів, виданих після 1870 року. Нині концепція Auftragstaktik закладена в основу доктрини «узгоджених наземних бойових дій» (англ. Unified Land Operations), яка була прийнята ЗС США у 2011 році.

## Суть поняття

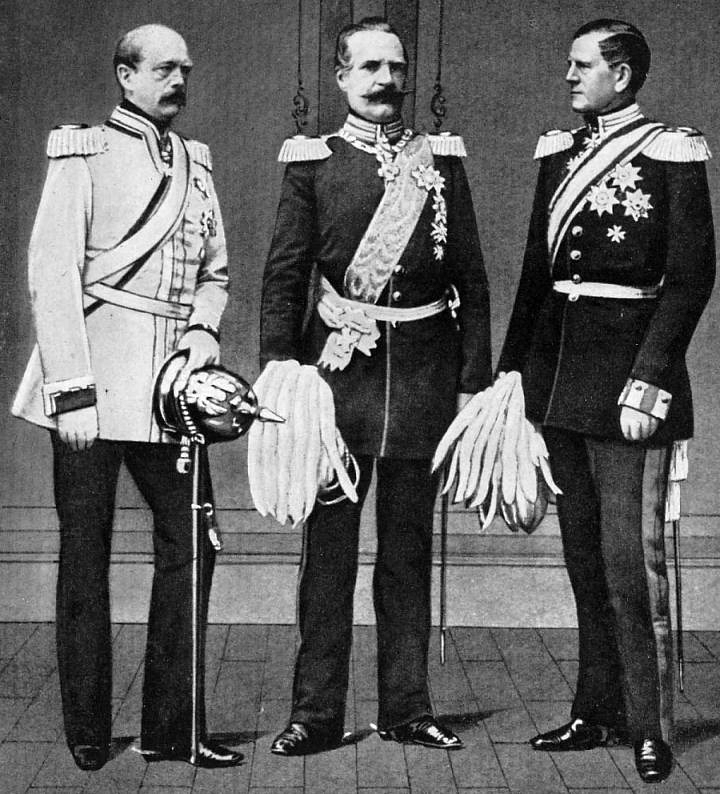
Отто фон Бісмарк, Альбрехт фон Роон та Гельмут фон Мольтке

Концепція Auftragstaktik вважається відмінною рисою німецької системи військового адміністрування, відповідно до якої підлеглим на всіх рівнях давалася деяка свобода інтерпретувати поточну оперативну ситуацію та діяти виходячи із загальних цілей свого керівництва, нехтуючи суворим дотриманням алгоритму дій згідно з наказами. Під тиском обставин підлеглим дозволялося навіть припиняти виконання поставлених перед ними бойових завдань або істотно їх видозмінювати, беручи на себе всю міру відповідальності за наслідки таких рішень.
Для ілюстрації цієї ідеї нерідко цитується анекдотичне висловлювання прусського полководця Фрідріха Карла. Висваривши одного зі своїх командирів за тактичну помилку, принц, нібито, почув від офіцера виправдання — він посилався на виконання наказу від вищого начальства, покора якому настільки ж свята, як і покора волі короля. Відповідь принца увійшла в цілу низку історичних та військово-теоретичних праць:
«Його Величність зробив Вас майором, тому що вірив, що ви зметикуєте, коли НЕ варто підкорятися його наказам.» (Принц Фрідрих Карл).
Подібний стиль керівництва нерідко пов'язують із ідеями прусського фельдмаршала Гельмута фон Мольтке, який відрізнявся схильністю до евристики та надавав перевагу командній ієрархії, заснованій на децентралізації управління. Децентралізований підхід при прийнятті управлінських рішень сприяє організаційній і тактичній гнучкості, різко зменшує витрати часу, що позитивно позначається на адаптивності командування та його здатності до швидкої реакції на мінливі обставини бойових дій. Ця особливість нерідко в явній формі протиставляється централізованого методу управління (див. єдиноначальність), який за своєю суттю ближче до військової науки, тоді як Auftragstaktik відносять швидше до галузі воєнного мистецтва.
Нині керівництво Бундесверу вважає Auftragstaktik разом з Innere Führung одним із двох наріжних каменів, які складають основу лідерських якостей особового складу та формують образ солдата. Це поняття є вираженням корпоративної культури німецької армії та втілює її прихильність до морально-етичних стандартів, забезпечує інтеграцію збройних сил у німецьке громадянське суспільство.

## Визначення терміна
Вважається, що природа поняття Auftragstaktik важко піддається формалізації, а в сучасній технічній та історичній літературі немає його загальноприйнятого визначення. У різних джерелах воно трактується і як тактично обумовлена методика командування, і як військова концепція лідерства та управління. З одного боку, деякі автори вважають, що оперативні досягнення, пов'язані з використанням Auftragstaktik, є просто послідовністю накопичення тактичних успіхів, не пов'язаних з оперативним рівнем майстерності. Проте, з іншого боку, ряд публікацій називають застосування Auftragstaktik основним фактором, який впливає на всі аспекти оперативного мистецтва.
Спочатку суть принципу Auftragstaktik була сформульована главою прусського генерального штабу Гельмутом фон Мольтке як «ініціативні дії нижчих офіцерів, які виконуються на користь вищих інстанцій без детальних інструкцій з їхнього боку». При цьому, на його думку, основним обов'язком керівництва мало бути спрямування ініціативи підлеглих у задане річище. Такий підхід ґрунтувався на високій кваліфікації офіцерського складу, спираючись на такі якості, як самостійність, лідерство та відсутність страху перед розумним ступенем ризику, що дозволяло б нижчим ешелонам управління ефективно використовувати сприятливі місцеві особливості та умови ситуації для вирішення своїх бойових завдань.
Ця думка була власноручно записана самим Мольтке в чернетку нового навчального посібника з тактики для старшого командного складу в наступному вигляді:
«Сприятливу ситуацію неможливо використати, якщо командири очікуватимуть наказів. Всі, від вищого керівництва до молодшого солдата, повинні завжди пам'ятати про те, що бездіяльність більш шкідлива, ніж неправильні дії.» (Гельмут фон Мольтке).
В контексті цих слів, варто зауважити, що в німецькій мові для позначення поняття «наказ» існують два терміни з дещо відмінними змістом: Befehl та Aufrag. Слово Befehl означає конкретний та недвозначний наказ, який вимагає покори та буквального втілення в життя. Слово Aufrag має більш загальний зміст, який можна схарактеризувати як «доручення» або «директиву», виконуючи яку слід дотримуватися швидше її духу, ніж букви. При цьому принцип директивного управління (Auftragstaktik) відрізняється від принципу детального управління (Befehlstaktik) насамперед можливістю скористатися ситуативними перевагами моменту, які можуть несподівано виникнути прямо в процесі виконання бойової задачі та найбільш помітні командному складу, який безпосередньо залучений до бойових дій. Однак для його втілення потрібен високий рівень професіоналізму, координації сил та бойової злагодженості як офіцерів, так і рядового складу. Зазначається, що насадження такого підходу для всіх ешелонів командування дозволяє досягти творчого осмислення наказів та відповідального ставлення солдатів та офіцерів до поставлених завдань, що значно прискорює весь процес прийняття рішень.
В англомовній традиції поняття Auftragstaktik нерідко співвідносять із терміном командування через цільові завдання. За часів британських колоніальних воєн подібний зміст мав вираз англ. imperial policing, під яким розумілося управління розрізненими частинами британських колоніальних військ на віддалених форпостах, командування яких було змушене діяти без прямих інструкцій зверху. Надалі, вираз англ. imperial policing перетворився на анахронізм, проте напрацьований у рамках цієї моделі досвід продовжує впливати на сучасну британську армію та американський корпус морської піхоти.

## Переваги та недоліки
До однозначних переваг децентралізації командування (Auftragstaktik) відносять стимулювання творчого потенціалу та ініціативи серед підлеглих. Як правило, такий підхід призводить до підвищення мотивації та зміцнення морально-вольових якостей особового складу, заодно виявляючи рівень його професійної підготовленості.
Однак, переміщення центрів прийняття рішень вниз по ієрархії управління може погіршити координацію дій сил і засобів, водночас збільшуючи ризик верховного командування втратити контроль за обставою. Іншою проблемою може стати потенційний недолік компетенції у керівних кадрів нижньої ланки, які повинні мати сильні особистісні якості. На додаток до цього, істотні обмеження використання Auftragstaktik можуть виникнути за умов особистого суперництва молодших командирів, недовіри серед них, за наявності неадекватної самооцінки тощо.
Також вважається, що Auftragstaktik не дуже добре підходить для тих ситуацій, де є ризик зробити політичну чи військово-стратегічну помилку найвищого рівня. До таких випадків, як правило, належать протипартизанські бойові дії, ситуації постконфліктного врегулювання, миротворчі місії тощо.

## Історичний нарис
Існує думка, що елементи концепції Auftragstaktik в історичній ретроспективі можна побачити починаючи з часів Александра Македонського, який запровадив інноваційну на той час модель підготовки офіцерських кадрів для незалежного командування підрозділами своїх військ. Надалі методи децентралізованого командування продовжили розвиватися в армії Стародавнього Риму, в набігах скандинавських вікінгів, у завойовницьких походах монголів тощо.
Ідеї Auftragstaktik були передбачені московським фельдмаршалом О. Суворовим, який вперше здійснив практичну розробку «доручального» методу управління. Його суттю стало керівництво військами за допомогою гранично загальних директив пояснювального характеру, а також надання ініціативи в прийнятті рішень нижнім командирам і спонукання в них розумної самостійної діяльності, причому каралася не тільки їх нерозсудливість і бездіяльність, але й «мала діяльність».
«А.В. Суворов не лише привчав до самостійности, але навіть "категорично забороняв запитувати старших начальників". Дозволяв порушувати свої накази, якщо обстава це дозволяла.» (А.Є. Савінкін).
Однак більшість дослідників відводять найбільш значущу роль у становленні цієї концепції прусським військовим теоретикам. Вважається, що ідея надання командним ланкам самостійности при виконанні поставлених перед ними завдань стала однією з найважливіших військових реформ у німецьких збройних силах. Необхідність її проведення була усвідомлена після катастрофічної поразки прусських збройних сил у битві 1806 року під Єною та Ауерштедтом. Отримавши широкі повноваження, прихильники реформи, серед яких були Карл фон Клаузевіц, Герхард Шарнхорст і Август фон Гнайзенау, оновили організаційну структуру збройних сил із її ключовим центром — німецьким Генеральним штабом. В основі їхнього підходу була нова система підготовки висококваліфікованих кадрових офіцерів, які здобували різнобічну освіту, що включала всі аспекти військової справи, тактики та стратегії. На думку реформаторів, блискуче вишколений офіцерський корпус мав певною мірою заповнити нестачу військових знань у політичного керівництва країни (глави держави, прем'єр-міністра тощо). При цьому самою суттю всіх військових інститутів стала організаційна гнучкість та відсутність жорстко фіксованих обмежень: будь-який командир мав можливість видозмінювати всі армійські структури, виходячи з поточних потреб, поставлених перед ним завдань та вимог часу.
Крім цього, для вивчення світового бойового досвіду, його накопичення, аналізу та досліджень було створено спеціальний відділ, який дозволяв кадровим офіцерам проходити перепідготовку та постійно займатися самовдосконаленням, навчаючись не лише на своїх помилках. На навчаннях командному складу постійно прищеплювалася ініціативність мислення та вміння реагувати на конкретну оперативну обставу не виходячи за рамки загального генерального плану. Як правило, квінтесенцією процесу навчання було надання офіцеру бойового завдання, для виконання якого він був зобов'язаний діяти самостійно, а оцінкою успішності був отриманий результат, а не способи його досягнення.
Розвиток і вдосконалення концепції Auftragstaktik вплинули на багато аспектів військової справи, ставши продуктом появи в структурі сухопутних військ великих і відносно незалежних військових об'єднань — польових армій, які діяли на великих за протяжністю просторах проти супротивника, що використовував формації аналогічного типу й структури. Серед найяскравіших моментів використання Auftragstaktik називають франко-прусську війну 1870—1871 років, яка закінчилася переконливою перемогою німецької зброї.
Деякі дослідники вважають, що в ході Другої світової війни країни-союзники (Британія, СРСР і США) весь період з 1941 по 1945 роки намагалися перейняти німецьке розуміння оперативної й тактичної майстерності. На думку генерала Гальдера, концепція Auftragstaktik виявилася ключовою передумовою успіху на величезних просторах Радянського Союзу. Порівнюючи з нею манеру дій нижніх ешелонів радянського командування, німецький генерал Раус назвав їх «негнучкими та нерішучими», причому проблеми управління в Червоній армії сильно ускладнювалися нестачею засобів бездротового зв'язку. Такий стан речей нерідко пов'язують із періодом чисток 1930-х років у радянській армії, які паралізували потенціал ініціативи, закладений маршалом Тухачевським у радянській концепції глибокого бою.
У сучасних реаліях ідеї Auftragstaktik співвідносяться насамперед зі збільшеними темпами ведення бойових дій та вимогою блискавичної та адекватної реакції на оперативне оточення, що швидко розвивається. Широке поширення засобів радіоелектронної боротьби та відірваність бойових частин одна від одної накладають серйозні обмеження на всі процеси передачі команд та інформації з ланцюга управління. Існує думка, що ефективна робота в таких умовах може вестися лише децентралізованим командуванням, яке заохочує ініціативність нижчих ланок.

## Додаткова література
- Barth T. H. Auftragstaktik — a Leadership Philosophy for the Information Age. — Fort Leavenworth, Kansas : School of Advanced Military Studies, 1994.
- Guderian H. Panzer Leader. — London : Penguin, 2009 (1952). — 560 p. — ISBN 978-0141042855.
- Kirkland F. R. Combat Leadership Styles: Empowerment versus Authoritarianism // Parameters : журнал. — 1990. — Т. XX, № 4 (25 березня). — С. 61.